# Long drink

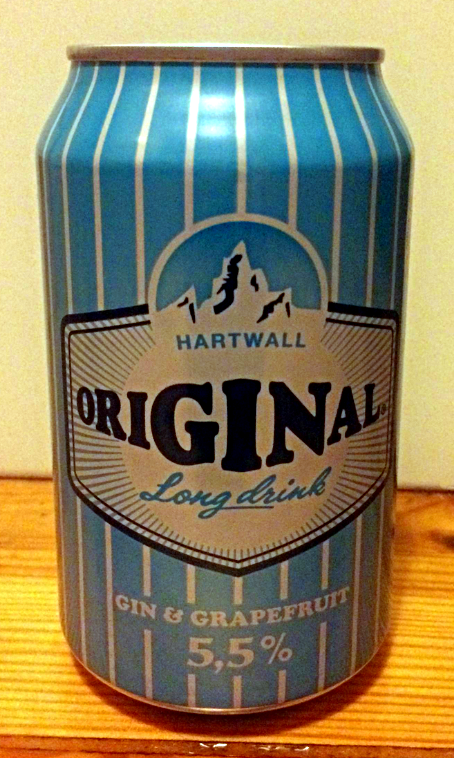
Finländsk "lonkero", tillverkad av Hartwall.

Long drink är en alkoholhaltig drink med jämförelsevis stor volym (> 12 cl, ofta 16–40 cl). En klassisk long drink är gin och tonic.

## Finländsk long drink
I Finland innebär long drink (kallas också "lonkero") vanligen en drickfärdig blanddryck som är gjord genom att kombinera gin och grapefruktsläsk och innehåller typiskt 5,5 volymprocent alkohol. Drycken lanserades 1952 inför Olympiska sommarspelen i Helsingfors. Den ursprungliga longdrinken tillverkas av Hartwall. 
Long drink har blivit en populär dryck i Finland och finns i olika smaker, bland annat tranbär och citron. Fram till 2018 var det vanligt att long drink tillverkades genom jäsning för att uppfylla alkohollagens krav för detaljhandel med alkoholdrycker. I den nya alkohollagen som trädde i kraft vid årsskiftet 2017/2018 slopades kravet på jäsning och den högsta tillåtna alkoholhalten höjdes till 5,5%. Detta möjliggjorde försäljning av long drink enligt ursprungligt recept i detaljhandeln, något som innan lagändringen var förbehållet alkoholmonopolet Alko. Från juni 2024 får man sälja alkoholdrycker med en alkoholhalt på 8 % som framställts genom jäsning i butiker i Finland. 
Året 2015 upptogs finländsk long drink i svenska Systembolagets sortiment.